# Televisió 3D

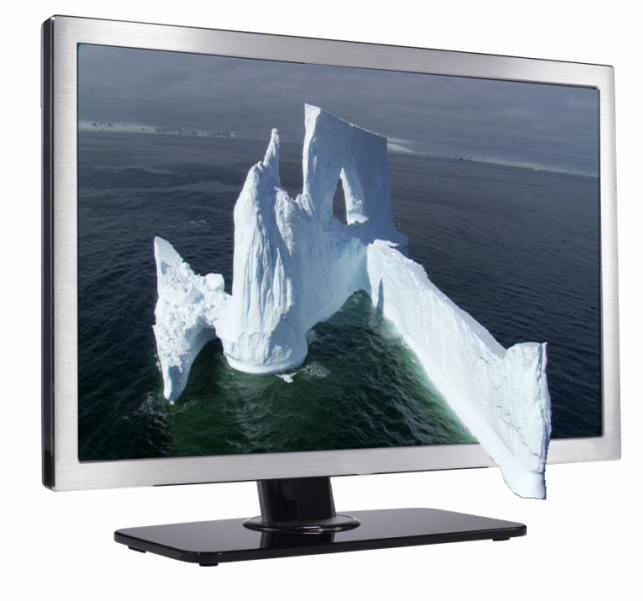
La sensació que donen aquests monitors es la de que la imatge "surt de la pantalla".

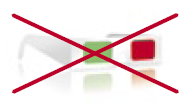
Una característica principal es que s'elimina la necessitat d'utilitzar ulleres.

La televisió 3D (o 3D TV) és aquella pantalla LCD o plasma que permet a l'espectador percebre la sensació de profunditat sense la necessitat d'utilitzar ulleres especials.
Aquest efecte s'aconsegueix gràcies a unes microlents o miralls col·locades a cada píxel que permeten enviar una imatge lleugerament diferent a cada ull (el mateix principi que l'holografia), d'aquesta manera el nostre cervell utilitza la diferència entre imatges per compondre l'espai, ja que és la informació més rellevant. Alguns aspectes d'aquesta nova tendència encara es troben en desenvolupament.

## Tipus de televisors 3D

### Televisió stereo
La necessitat de variar l'angle dels feixos de llum de cada píxel fa que s'utilitzin en un principi miralls deformables. Cadascun d'aquests miralls consisteixen en una membrana fina i circular de nitrur de silici recoberts d'alumini i suspesos sobre uns elèctrodes. Quan se li aplica un voltatge a l'elèctrode la membrana del mirall es deforma de manera parabòlica. El front d'ona del feix de llum incident al mirall pot ser canviat variant el voltatge aplicat sobre l'elèctrode. Si no s'aplica cap voltatge, la membrana de miralls romandrà plana. D'aquesta manera es poden realitzar imatges amb tres dimensions mantenint també el mode de dos dimensions habitual.
Aquesta metodologia és la que anomenem televisió stereo i només permet que hi hagi un observador. A més a més té la problemàtica que el sistema necessita saber des d'on mira l'observador. Per tenir aquesta informació cal tenir una càmera amb un algorisme que localitzi els ulls de l'espectador i sigui capaç d'enfocar els miralls en aquella direcció.
La imatge captada per l'observador serà igual a qualsevol punt de l'angle de visió, és a dir, encara que ens movem no percebrem un canvi de posició relativa a la imatge. El vídeo reproduït en aquest sistema ha de tenir 2 imatges per frame.

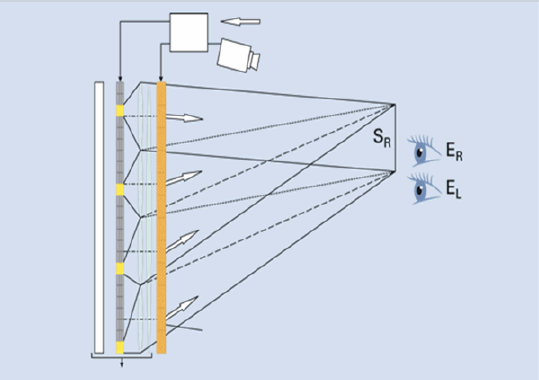
Una càmera ha de localitzar l'espectador i enfocar els miralls cap als seus ulls.

### Televisió autoestereoscòpica
La televisió autostereoscòpica es considera una millora respecte al sistema anterior. A més a més de representar la informació de profunditat permet la selecció arbitrària del punt de vista i direcció dintre de l'escena. D'aquesta manera, un canvi de posició de l'espectador afecta a la imatge que aquest observa. La sensació és que l'escena gira amb el moviment de l'observador. Aquest fenomen es coneix com a Free viewpoint (punt de vista lliure) i aquests estan limitats a 8 actualment per qüestions tecnològiques. Cada Free Viewpoint són dos imatges (una per cada ull) el que fa que puguem mostrar en l'actualitat 9 imatges a la vegada, diferents en el pla horitzontal, el que vol dir que la pantalla haurà de tenir una resolució molt major que l'HDTV.
Es resol també el problema amb la capacitat d'espectadors, poden haver-hi més d'un, ja que no és necessari localitzar-los.
El principal canvi és la utilització de microlents que permeten controlar la difracció dels feixos. També permeten mantenir el model de dos dimensions.
Tenir diferents punt de vista significa incrementar el nombre d'imatges mostrades a la vegada. Això vol dir que el monitor ha de tenir una resolució 4 cops major que la resolució estàndard (SDTV) i suportar corrents de vídeo de milions de bytes per segon. A més, la utilització de lents davant de la pantalla pot suposar una pèrdua de brillantor, contrast i color si no s'aplica un sistema de control rigorós sobre les microlents.

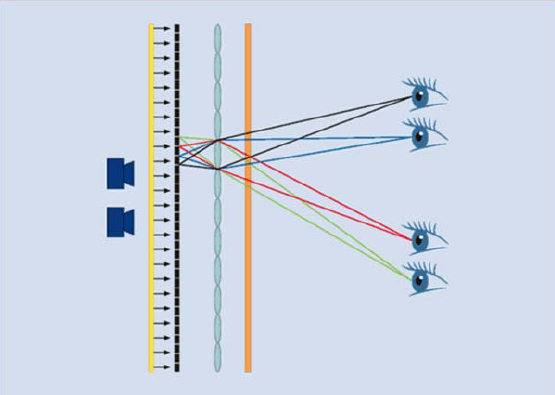
El Free viewpint permet que hi hagin mes espectadors i que cadascun tingui una visió diferent.

#### WOWvx

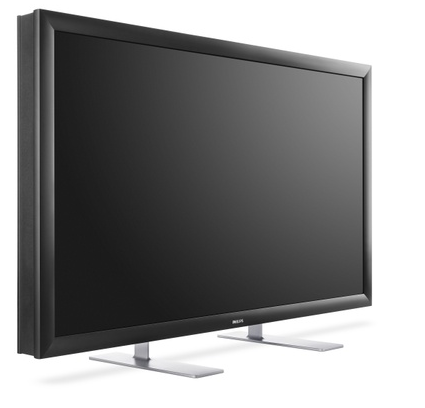
Televisor WOWvx autoestereoscòpic de Philips

Philips ha estat la primera empresa a treure al mercat el primer televisor autoestereoscòpic amb resultats molt bons. El televisor WOWvx de 42 polzades té un angle de visió de 160 graus i una resolució de 3840x2160 píxels. A més a més és capaç de representar 9 imatges a la vegada.

##### Tecnologia de lents multivista
Una capa amb una matriu de lents transparents i cilíndriques estan fixades sobre la pantalla. La transparència d'aquesta capa és limitador per al contrast i la luminància que el monitor pugui representar. Mentre que amb un ull percebem una part de la pantalla, amb l'altre, que observa des d'un angle diferent, observarem una altra part direccionada cap a l'altre ull.
Llavors podem dir que, per l'observador, cada píxel observat és una lent, però aquestes estan subdividides en subpíxels. Per crear l'efecte 3D s'ha de representar la informació sobre cada subpíxel. La visió múltiple s'aconsegueix quan una lent es col·loca solapant un grup de subpíxels, enviant la informació de cada subpíxel en una direcció diferent.

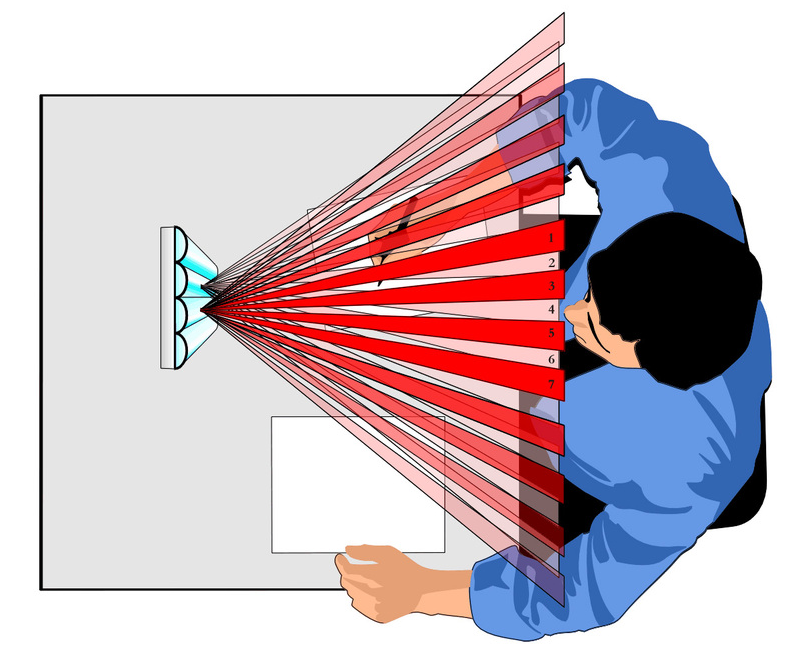
Cada lent semicircular refracta la informació de cada subpíxel en una direcció diferent.

##### Matriu de lents

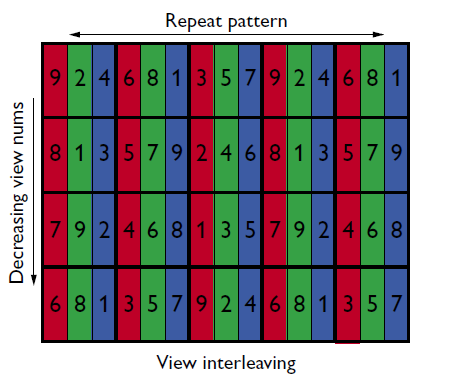
Patró de repeticions.

Una característica de tots els televisors 3D és la diferència entre la resolució del píxel i la profunditat. En una escena en 3D, els píxels que en 2D contribueixen a una resolució també s'utilitzen per mostrar la profunditat. Si el conjunt de lents es posicionen de forma vertical damunt de la pantalla, la resolució horitzontal disminuirà en un factor igual al nombre d'imatges mostrades a la vegada. Per exemple, un televisor que mostri 9 imatges a la vegada i amb lents col·locades de forma vertical, la seva resolució horitzontal serà 9 cops inferior a la vertical i causarà un desequilibri en la relació d'aspecte del píxel.
Aquest problema es soluciona inclinant les lents amb un patró repetitiu, d'aquesta manera es disminueix la resolució horitzontal i vertical en un factor de tres, fent que es mantingui en cada píxel una relació quadrada. L'efecte que dona és que alguns píxels es repeteixen horitzontalment.
La inclinació de les lents fa que, mentre que es canvia de punt de vista, s'intercali una visió poc coherent i incorrecte. Tot i això, aquest mètode és necessari per no veure zones amb llocs buits.

##### 2D & 3D Dual mode (compatibilitat entre mode 2D i 3D)

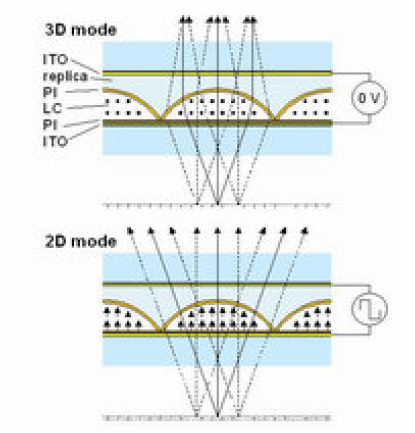
Les lents de cristall líquid permeten canviar l'angle de refracció de la llum incident. En el moment que apliquem una càrrega sobre aquestes eliminem el seu efecte.

Els televisors autoestereoscòpics, entre ells el de Philips, ens permeten veure continguts 2D i 3D sobre la mateixa pantalla. Coneixent el contingut visual a reproduir es realitza el canvi de mode. En el mode 3D cada lent refracta el front d'ona cap a una direcció diferent, provocant l'efecte 3D. En el mode 2D l'efecte de les lents es pot eliminar de dues maneres:
- Aplicant un processat al senyal de vídeo. Sabent les característiques òptiques de les lents, el contingut del senyal pot ser redistribuït als (sub)píxels per cancel·lar l'efecte de les lents.

- Lents de LC (cristall líquid) que ens permeten desactivar l'efecte de les lents. Amb lents de LC en mode 2D, tots els píxels contribueixen en una única imatge d'alta resolució. Aquest procés ha estat patentat per PHILIPS 3D Solutions[2] i consisteix a variar l'índex de refracció de les lents. La capa de lents s'omple de cristall líquid i d'aquesta manera tenen un índex de refracció diferents per permetre el mode 3D. Per canviar al mode 2D, s'aplica una càrrega elèctrica sobre el cristall líquid per alterar el seu índex de refractivitat i com a resultat s'aconsegueix que no refracti la llum que passa a través d'ell.

## Creació de continguts 3D
Calen noves metodologies a l'hora de gravar continguts visuals per aprofitar el nou mètode de representació d'aquests televisors. Es tracta de captar més informació de la que podem captar únicament amb una càmera. Els mètodes utilitzats són els següents:

### Multicàmera
Ens permet crear diferents punts de vista en un espai limitat, utilitzant diverses càmeres. Cal un calibratge de totes les càmeres.

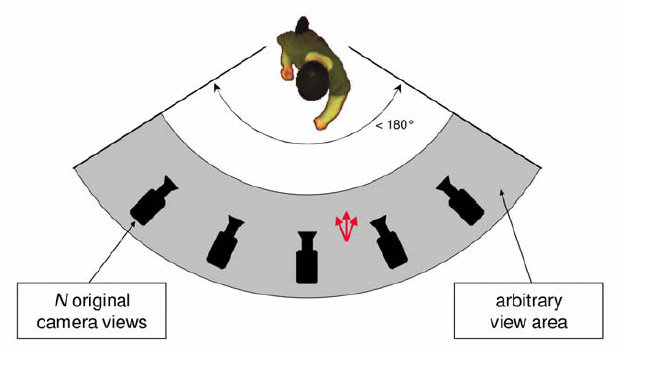
En una gravació amb multicàmera es col·loquen les càmeres al voltant de l'escena a gravar.

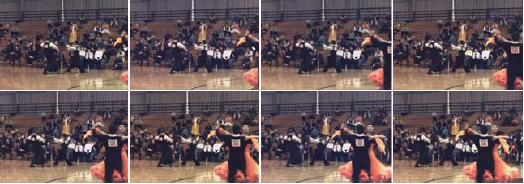
Visió des de diferents angles d'una mateixa seqüència.

### Time-of-Flight (TOF)

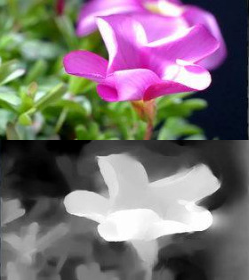
Imatge 2D més el pla de profunditat, amb el que podem generar una imatge estèreo.

El Time-Of-Flight (temps de vol) és un mètode per extreure la informació de profunditat d'una única imatge perquè així puguem crear una visió estèreo (no confondre amb visió 3D).
El TOF consisteix que la càmera emet un senyal modulat en l'espectre infraroig, sobre els 20 MHz o major. Aquest senyal incideix sobre l'escena i torna rebotat sobre la càmera. Cada píxel de la càmera pot desmodular aquest senyal i, a través de la seva fase, detectar la distància. La càmera genera una imatge en escala de grisos que ens dona la informació de profunditat.

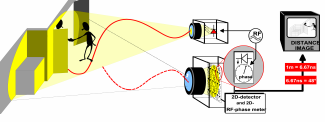
La càmera envia un senyal infraroig que rebota a l'escena i es captat per cada píxel.

### Plugins per programes d'animació 3D
Moltes aplicacions d'animació avui dia treballen amb plans en 3D però finalment renderitzen arxius en 2D. En aquests casos la informació de profunditat es troba implícita en l'animació creada i, per tant, podem extreure un contingut en 3D.
Philips, per exemple, ha desenvolupat per als softwares més coneguts d'animació 3D (com 3D Maya o 3Ds Max) uns plugins que exporten les imatges en 3D més el pla de profunditat, perquè d'aquesta manera es pugui generar nous continguts.

## Estàndard de codificació
Els vídeos multivista tenen una gran mida i requereixen un elevat bitrate per a ser reproduïts. La necessitat de comprimir aquest format ha fet que es realitzés un nou mètode de compressió anomenat codificació multivista. Aquest format aprofita la gran redundància espacial entre les imatges de les càmeres per reduir el nombre de bits. Per fer-ho es basa en les tècniques utilitzades en MPEG-2, fent servir imatges tipus I,P,B i amb l'algorisme de Block matching.
Aquest format no es troba estandarditzat, però es preveu que en un futur sorgeixi un estàndard sobre MPEG, anomenat MPEG-MVC.

## Aplicacions
Avui dia aquesta tecnologia es troba al mercat però no es troba en gran ús perquè és massa nova i cara. Es preveu que els primers camps en què s'utilitzarà seran en el sector de la publicitat, en la visualització científica i mèdica, en aplicacions de manipulació remota i en el sector de l'oci.